# Hemerobius claggi
Hemerobius claggi is een insect uit de familie van de bruine gaasvliegen (Hemerobiidae), die tot de orde netvleugeligen (Neuroptera) behoort. 
Hemerobius claggi is voor het eerst wetenschappelijk beschreven door Banks in 1937.